# تورستن بيترمان
تورستن بيترمان (بالألمانية: Torsten Bittermann)‏ (3 فبراير 1968 بفرداو في ألمانيا - ) هو لاعب كرة قدم ألماني (وحمل سابقاً جنسية ألمانيا الشرقية) في مركز الظهير. لعب مع دينامو دريسدن وكيمنتزر.

## وصلات خارجية
- توشتن بيترمان على موقع قاعدة بيانات كرة القدم.إي يو (الإنجليزية)
- توشتن بيترمان على موقع عالم كرة القدم.نت (الإنجليزية)